# Denazé
Denazé ist eine französische Gemeinde mit 184 Einwohnern (Stand: 1. Januar 2022) im Département Mayenne in der Region Pays de la Loire; sie gehört zum Arrondissement Château-Gontier und zum Kanton Château-Gontier. Die Einwohner werden Denazéens genannt.

## Geographie
Denazé liegt etwa 24 Kilometer südsüdwestlich von Laval. Umgeben wird Denazé von den Nachbargemeinden La Chapelle-Craonnaise im Norden und Nordwesten, Simplé im Osten, Prée-d’Anjou im Südosten, Pommerieux im Süden, Craon im Südwesten sowie Athée im Westen.

## Bevölkerungsentwicklung
| 1962                       | 1968 | 1975 | 1982 | 1990 | 1999 | 2006 | 2019 |
| -------------------------- | ---- | ---- | ---- | ---- | ---- | ---- | ---- |
| 252                        | 242  | 217  | 195  | 153  | 148  | 159  | 159  |
| Quellen: Cassini und INSEE |      |      |      |      |      |      |      |

## Sehenswürdigkeiten

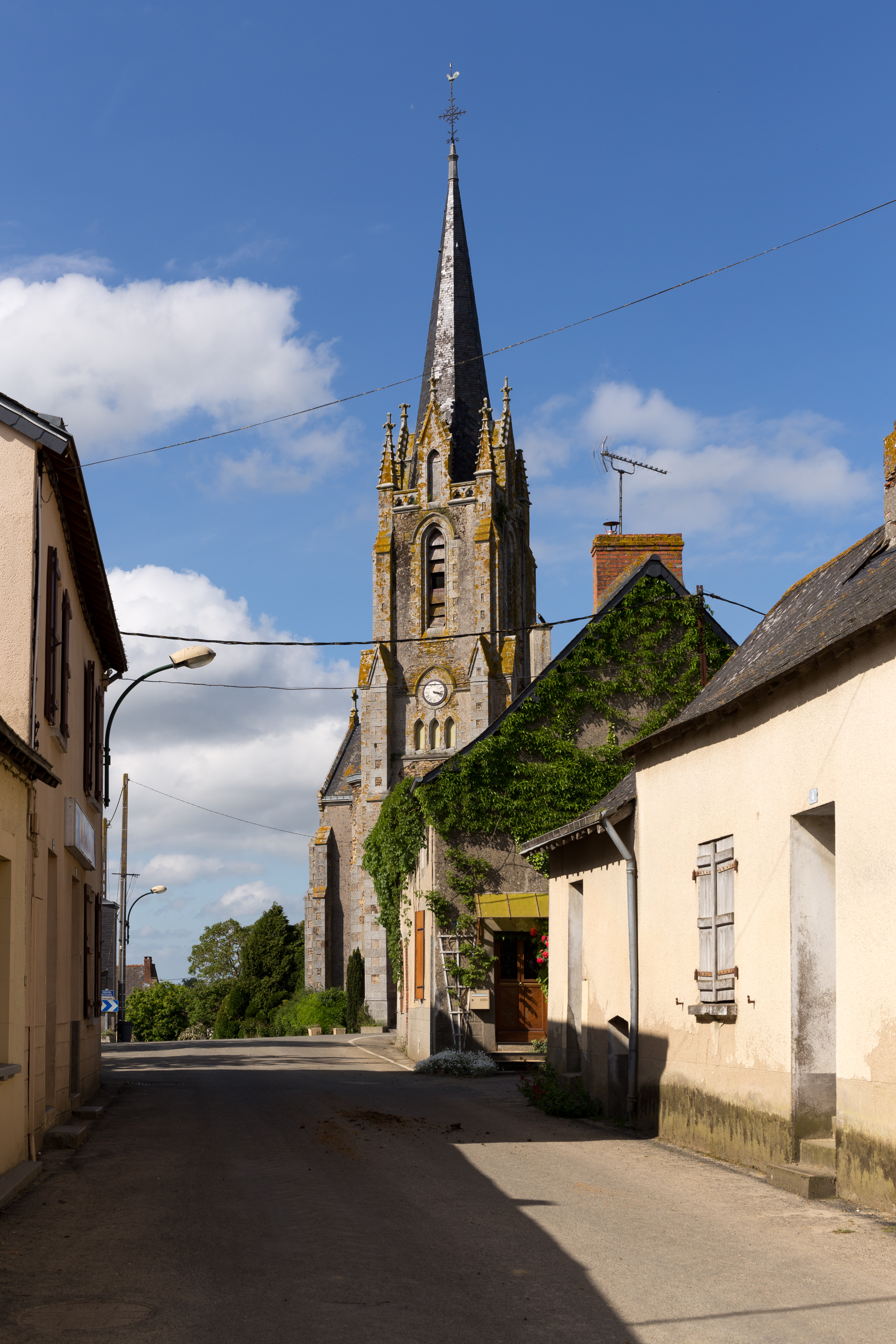
Kirche Saint-Jean-Baptiste
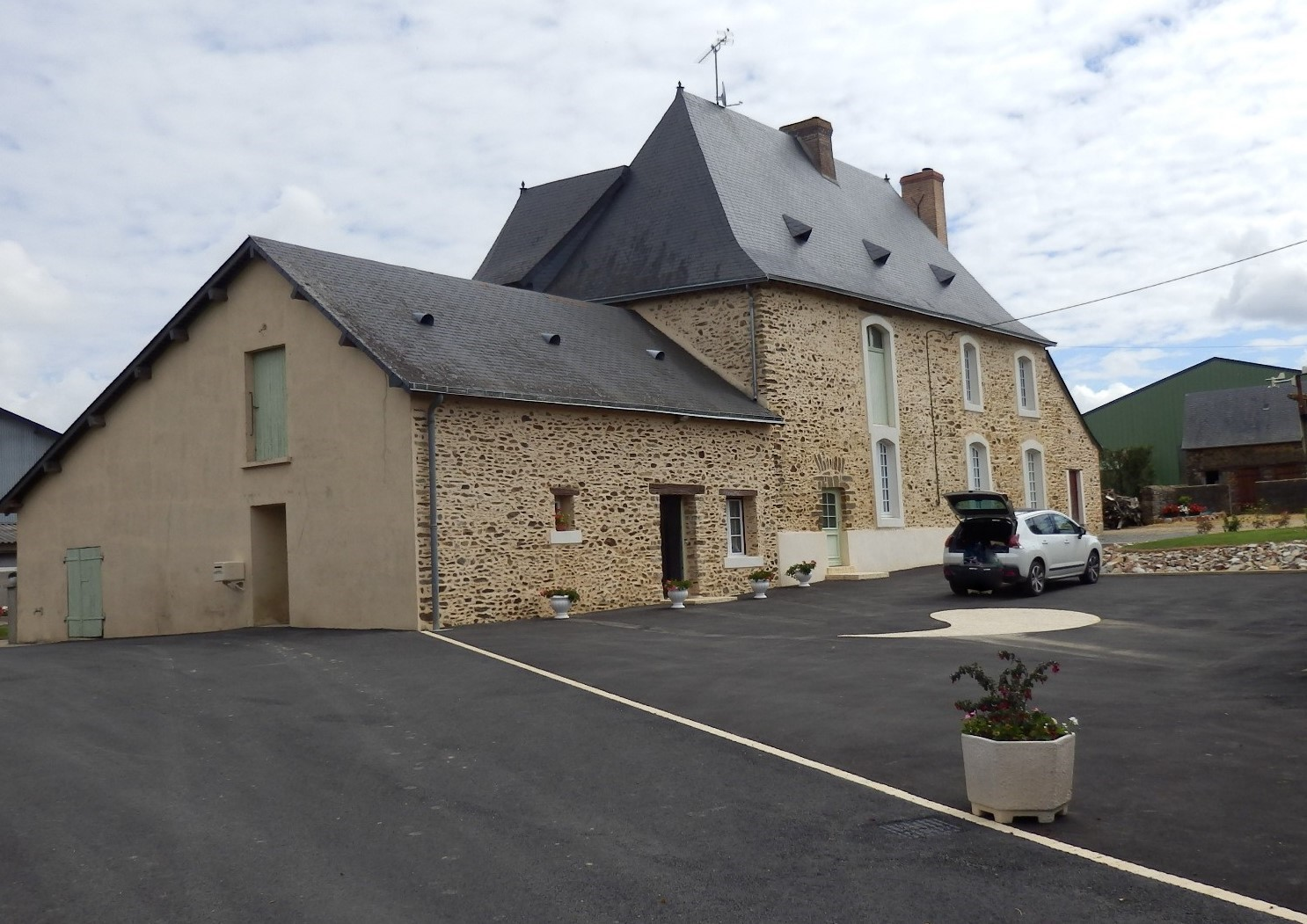
Herrenhaus Chauvigné
- Herrenhaus L’Ébaupin

- Kirche Saint-Jean-Baptiste
- Herrenhaus Chauvigné